# Ле-Гре
Ле-Гре (фр. Le Grès, окс. Le Gres) — коммуна во Франции, находится в регионе Юг — Пиренеи. Департамент — Верхняя Гаронна. Входит в состав кантона Кадур. Округ коммуны — Тулуза.
Код INSEE коммуны — 31234.

## География

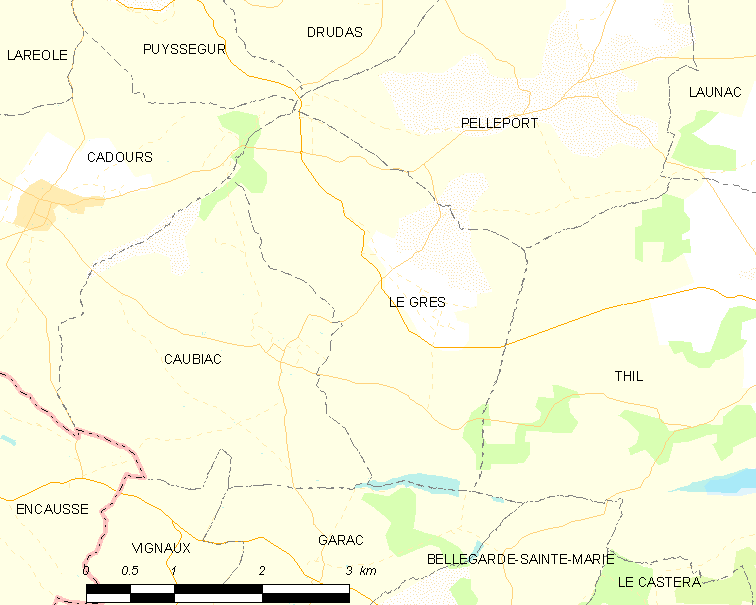
Карта коммуны

Коммуна расположена приблизительно в 580 км к югу от Парижа, в 31 км к северо-западу от Тулузы.
На северо-западе коммуны протекает небольшая река Маргесто (фр. Marguestau), а на юге расположено озеро Гарак (фр. Garac).

## Климат
Климат умеренно-океанический. Зима мягкая и снежная, весна характеризуется сильными дождями и грозами, лето сухое и жаркое, осень солнечная. Преобладают сильные юго-восточные и северо-западные ветры.

## Население
Население коммуны на 2010 год составляло 340 человек.
| 1962 | 1968 | 1975 | 1982 | 1990 | 1999 | 2010 |
| ---- | ---- | ---- | ---- | ---- | ---- | ---- |
| 157  | 144  | 147  | 200  | 214  | 223  | 340  |

## Администрация
| Период | Период | Фамилия        | Партия | Примечания |
| ------ | ------ | -------------- | ------ | ---------- |
| 1989   | 1997   | Ален Жюлиан    |        |            |
| 1997   | 1997   | Бернар Дюамель |        |            |
| 1997   | 2020   | Жак Дебан      |        |            |

## Экономика
В 2010 году среди 214 человек трудоспособного возраста (15—64 лет) 172 были экономически активными, 42 — неактивными (показатель активности — 80,4 %, в 1999 году было 69,8 %). Из 172 активных жителей работали 158 человек (88 мужчин и 70 женщин), безработных было 14 (9 мужчин и 5 женщин). Среди 42 неактивных 11 человек были учениками или студентами, 18 — пенсионерами, 13 были неактивными по другим причинам.

## Достопримечательности
- Церковь Нотр-Дам